# فيكتور بيرنارديز
فيكتور سالفادور بيرنارديز بلانكو (بالإسبانية: Víctor Bernárdez)‏ (مواليد 24 مايو 1982 في لا سيبا) لاعب كرة قدم هندوراسي يلعب حاليا لصالح نادي آندرلخت البلجيكي.

## روابط خارجية
- فيكتور بيرنارديز على موقع الاتحاد الدولي (مؤرشف)  (الإنجليزية)
- فيكتور بيرنارديز على موقع الدوري الأمريكي (الإنجليزية)
- فيكتور بيرنارديز على موقع قاعدة بيانات كرة القدم.إي يو (الإنجليزية)
- فيكتور بيرنارديز على موقع ناشيونال فوتبول تيمز (الإنجليزية)
- فيكتور بيرنارديز على موقع Soccerway.com (الإنجليزية)
- فيكتور بيرنارديز على موقع عالم كرة القدم.نت (الإنجليزية)
- فيكتور بيرنارديز على موقع AS.com (الإسبانية)